# Winkl (Ursensollen)
Winkl ist ein Gemeindeteil und eine Gemarkung der Gemeinde Ursensollen im Oberpfälzer Landkreis Amberg-Sulzbach in Bayern.

## Geschichte
Die 1818 mit dem Gemeindeedikt im Königreich Bayern gebildete Landgemeinde Winkl mit den Orten
- Reusch (Gemeindesitz)
- Aicha
- Deinshof
- Gaishof
- Guttenberg
- Lauterach
- Richt
- Winkl sowie
- Ziegelhütte

gehörte zum Landkreis Neumarkt in der Oberpfalz.
Durch die kommunale Gebietsreform von 1971/72 schlossen sich 38 Orte aus elf Gemeinden mit drei Pfarreien – Ursensollen, Hohenkemnath und Hausen – in den Diözese Eichstätt und Bistum Regensburg, zur jetzigen Gemeinde Ursensollen zusammen, deren Infrastruktur einem Kleinzentrum entspricht.
Die Gemeinde Winkl selbst wurde am 1. Juli 1972 aufgelöst und der Kernort Winkl nach Ursensollen eingegliedert. Die restlichen Orte (Reusch, Aicha, Deinshof, Gaishof, Guttenberg, Lauterach, Richt und Ziegelhütte) kamen zur Gemeinde Kastl.